# Duchenne Heroes
Duchenne Heroes is een mountainbiketocht die ieder jaar plaatsvindt in september. De deelnemers mountainbiken in zeven dagen van Luxemburg naar Nederland. Ze leggen zeven etappes af door vier landen en fietsen gemiddeld honderd kilometer per dag. Ze laten zich sponsoren door bekenden en bedrijven, met als doel de ernstige ziekte van Duchenne de kop in te drukken. Avonturiers die fietsen voor een goed doel, dat zijn de Duchenne Heroes. 
De eerste tocht vond plaats in september 2006, waarbij voor het Duchenne Parent Project 200.000 euro bij elkaar is gereden. De leeftijd van de deelnemers varieerde van 17 tot 66 jaar. De 2007-editie leverde 452.000 euro op (opgebracht door 147 deelnemers); in 2008 werd dit verdubbeld naar bijna 300 deelnemers en een opbrengst van bijna 1 miljoen euro. 
Ook in 2009 vond Duchenne Heroes plaats. Er zijn meer dan 300 deelnemers gestart én gefinisht en zij hebben een bedrag van meer dan 1 miljoen euro opgehaald voor het onderzoek naar de ziekte van Duchenne.